# Escource
Escource é uma comuna francesa na região administrativa da Nova Aquitânia, no departamento Landes. Estende-se por uma área de 102 km². Em 2010 a comuna tinha 738 habitantes (densidade: 7,2 hab./km²).